# Senchoa Gaon
Senchoa Gaon è una suddivisione dell'India, classificata come census town, di 7.366 abitanti, situata nel distretto di Jorhat, nello stato federato dell'Assam. In base al numero di abitanti la città rientra nella classe V (da 5.000 a 9.999 persone).

## Società

### Evoluzione demografica
Al censimento del 2001 la popolazione di Senchoa Gaon assommava a 7.366 persone, delle quali 3.963 maschi e 3.403 femmine. I bambini di età inferiore o uguale ai sei anni assommavano a 703, dei quali 388 maschi e 315 femmine. Infine, coloro che erano in grado di saper almeno leggere e scrivere erano 6.037, dei quali 3.266 maschi e 2.771 femmine.